# Louis-Hyacinthe de Quatrebarbes
Pour les autres membres de la famille, voir Famille de Quatrebarbes.
Louis Hyacinthe de Quatrebarbes, né en 1811 à Angers et mort le 29 juillet 1879 à Argenton-Notre-Dame au château de la Sionnière, est un militaire français.

## Famille
Membre de la famille de Quatrebarbes  (qui porte un titre de courtoisie de marquis), il est le fils de Hyacinthe-Charles-René de Quatrebarbes (1785-1857),et de Catherine Gaudicher de Princé. Il épouse Hermine Marie Joséphine Jousseaume de la Bretesche, dont  plusieurs enfants dont Bernard de Quatrebarbes.
Sa famille appartient au courant légitimiste.

## Carrière
Il commence une carrière militaire, mais est démissionnaire après la monarchie de Juillet du grade qu’il occupait dans l’armée française. Il s'était mis à la disposition de la duchesse de Berry lors de la Chouannerie de 1832.
Cette position va lui valoir d'être en butte à de longues persécutions pendant la monarchie de Juillet et le Second Empire.monarchiste, il refuse le serment à Napoléon III.
Suivant ses opinions politiques et sa fidélité religieuse, il va se mettre, en 1860, au service de la cause pontificale dans la lutte contre Garibaldi, à la disposition de général de Lamoricière.
Il participe à cette campagne accompagné de ses deux neveux, le marquis Georges d'Héliand et le comte Zacharie de Reau. Six ans après, après être retourné en Anjou, il revient précipitamment à Rome pour y voir mourir entre ses bras, son fils, le comte Bernard de Quatrebarbes qui l’avait remplacé en étant zouave pontifical.
Il est élu aux élections cantonales de 1871 dans la Mayenne conseiller général du canton de Bierné de 1871 jusqu'à sa mort. Il est commandeur de l'ordre de Pie IX. Il est reconnu pour des études théoriques sur l'agriculture, les encouragements et les exemples pratiques qu'il donna. Il décède en 1879 d'une longue maladie.

## Décorations
- Commandeur de l'ordre de Pie IX

### Sources
- Michel Denis, Les royalistes de la Mayenne, p. 47, 153 et 218
- Le Jockey, 27 août 1879
- La Gazette de Château-Gontier, 3 août 1879